# عبد الرحيم أنيسي الخوارزمي

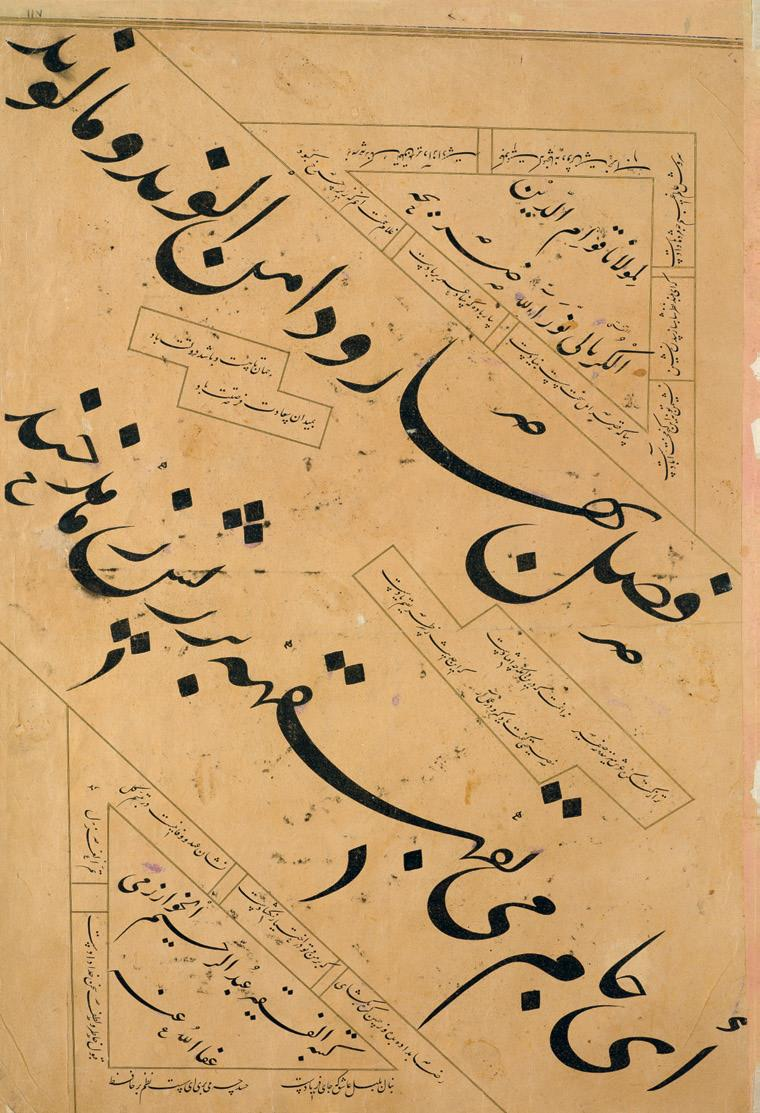
صورة من خط عبد الرحيم

عبد الرحيم بن عبد الرحمن الخوارزمي (الملقب بأنيسي) كان أحد خطاطي النستعليق في القرن التاسع الهجري، وشقيق الخطاط عبد الكريم ومن حاشية السلطان يعقوب آق قوينلو (884-896 ه). وُصف بأنه شخص يتمتع بالأخلاق الحميدة والفضائل.
والده هو عبد الرحمن الخوارزمي الذي اعتبره مولانا مالك الديلمي تلميذًا لأظهر التبريزي وهو ما يؤكده أيضا كتاب مناقب الحناروران. يُعتبر أسد الله الكرماني (ت 892 ه)، خطاط النستعليق البارغ، أحد طلابه.
أعطاه السلطان يعقوب لقب "أنيسي" واستمر حتى عام 897 ه. آخر تاريخ ذُكر أنه كان على قيد الحياة فيه هو عام 1491 م.